# Filipijns
Het Filipijns (Filipino of Pilipino) is de nationale en een officiële taal van de Filipijnen. Het Filipino is een tot standaard verheven versie van het Tagalog en behoort tot de Malayo-Polynesische tak van de grote Austronesische taalfamilie. De taal telt 25.000.000 moedertaalsprekers, maar wordt door 60.000.000 anderen als tweede taal gesproken.
Op 13 november 1937 werd door de eerste Nationale Assemblee het National Language Institute gesticht (de huidige Komisyon sa Wikang Filipino), dat het Tagalog als basis voor de nieuwe nationale taal selecteerde. In 1961 werd de taal bekend als Pilipino. Later werd het tot Filipino hernoemd. Sinds 1987 stelt de Filipijnse Grondwet dat het Filipino de nationale taal is.
Sinds 1987 kent het alfabet in totaal 28 letters; de digrafen rr, ll en ch, die een Spaanse afkomst hebben, werden verwijderd.
- Gemeinsame Normdatei: 4120312-4
- Nationale Bibliotheek van Letland: 000222115
- Nationale Bibliotheek van Tsjechië: ph752322